# Miss Argentina
Miss Argentina es un concurso de belleza celebrado en Argentina que comenzó en 1928. Desde 1995 a 1998 fue emitido por el Canal de aire América TV y desde 1998 hasta la actualidad por el Canal 9.

## Historia
En su primera época fue regenteado por la editorial Haynes, a través de su revista “El Hogar” que realizó grandes festejos.
Luego pasó a manos del eximio maestro de la elegancia Jean Cartier y su señora, la no menos distinguida María Fernanda Cartier, que trató de mantenerlo luego del fallecimiento de su esposo.

## Asuntos legales
A partir de 1990 y amparado por Ley 22.362, se registra una sola “MISS ARGENTINA”, por año calendario, según título Nº 1.718.539, el cual queda registrado a nombre de la familia Brachetti.

## La revista
Se edita la revista Reinas y Princesas destinada a difundir las reinas elegidas en cada pueblo o ciudad en la tradicional fiesta de la cosecha anual que se celebra en todo el país y que da origen a la realización de muchísimas presentaciones anuales, eligiendo la soberana de cada producto.
Son los representantes en Argentina del famoso concurso Internacional "Queen of the World" de Alemania a cuyo certamen anual asistirá la triunfadora del próximo certamen.
También representan a "Miss Ámbar" célebre concurso de República Dominicana y en Ecuador al no menos prestigioso “Miss Iberoamericana”, de Guayaquil. Nuestros hermanos uruguayos disponen de un extraordinario concurso internacional denominado “Miss Atlántico Internacional” cuya licencia poseemos.

## Escuela
A partir de la creciente demanda en concursos de belleza, y el éxito que tienen los scoutings en nuestro país, la organización que selecciona cada año a Miss Mundo Argentina, decidió abrir la primera escuela de "misses" del país, a cargo de Nadia Cerri, presidente de Miss Mundo Argentina. Está situada en Pilar, Buenos Aires. Desde Miss Mundo aseguran que habrá dos cursos: uno intensivo para las chicas que no vivan en Buenos Aires, de una semana de duración, y otro regular que se prolongará por cuatro meses. Además, la escuela ofrece a las chicas la posibilidad de capacitarse en Asesoramiento de Imagen, Oratoria y Liderazgo o Valorización y Autoestima. Para inscribirse en estos dos cursos, el único requisito es ser mayor de 15 años. Sin embargo, habrá clínicas puntales para niñas desde los 6 años, así como también para mujeres que quieran perfeccionarse en alguna de la especializaciones que ofrezca La Escuela de Misses Argentina.
Se presentó oficialmente el viernes 7 de octubre de 2011 y la madrina de la nueva escuela es la Miss Mundo Silvana Suárez. Asimismo, la organización de Miss Mundo Argentina lanza su propia Agencia de Modelos, no solo se prepararán mujeres para ser modelos, sino que se les brindarán conocimientos para desarrollarse profesionalmente y en la vida diaria con materias como Asesoramiento de Imagen, Oratoria y Liderazgo o Valorización y Autoestima.

## Ganadoras
| Año  | Miss Argentina                                                                          | Residencia                 | Ciudad y País del evento                         |
| ---- | --------------------------------------------------------------------------------------- | -------------------------- | ------------------------------------------------ |
| 1928 | Tulia Ciámpoli                                                                          | Ballesteros                | Mar del Plata                                    |
| 1929 | Ana María Cunha                                                                         | Chaco                      | Mar del Plata                                    |
| 1930 |                                                                                         |                            |                                                  |
| 1931 |                                                                                         |                            |                                                  |
| 1932 |                                                                                         |                            |                                                  |
| 1933 |                                                                                         |                            |                                                  |
| 1934 |                                                                                         |                            |                                                  |
| 1935 |                                                                                         |                            |                                                  |
| 1936 |                                                                                         |                            |                                                  |
| 1937 | Elba Tardits                                                                            | Buenos Aires               |                                                  |
| 1938 |                                                                                         |                            |                                                  |
| 1939 |                                                                                         |                            |                                                  |
| 1940 |                                                                                         |                            |                                                  |
| 1941 |                                                                                         |                            |                                                  |
| 1942 |                                                                                         |                            |                                                  |
| 1943 |                                                                                         |                            |                                                  |
| 1944 |                                                                                         |                            |                                                  |
| 1945 |                                                                                         |                            |                                                  |
| 1946 |                                                                                         |                            |                                                  |
| 1947 |                                                                                         |                            |                                                  |
| 1948 |                                                                                         |                            |                                                  |
| 1949 |                                                                                         |                            |                                                  |
| 1950 |                                                                                         |                            |                                                  |
| 1951 |                                                                                         |                            | Long Beach, California, Estados Unidos           |
| 1952 |                                                                                         |                            | Long Beach, California, Estados Unidos           |
| 1953 |                                                                                         |                            | Long Beach, California, Estados Unidos           |
| 1954 | Ivana Kislinger                                                                         | Buenos Aires               | Long Beach, California, Estados Unidos           |
| 1955 | Isabel Sarli                                                                            | Concordia                  | Long Beach, California, Estados Unidos           |
| 1956 |                                                                                         |                            | Long Beach, California, Estados Unidos           |
| 1957 |                                                                                         |                            | Long Beach, California, Estados Unidos           |
| 1958 |                                                                                         |                            | Long Beach, California, Estados Unidos           |
| 1959 | Liana Cortijo                                                                           |                            | Long Beach, California, Estados Unidos           |
| 1960 | Rosemarie Allers                                                                        |                            | Miami Beach, Florida, Estados Unidos             |
| 1961 | Adriana Gardiazabal                                                                     |                            | Miami Beach, Florida, Estados Unidos             |
| 1962 | Norma Nolan (Miss Universo)                                                             |                            | Miami Beach, Florida, Estados Unidos             |
| 1963 |                                                                                         |                            | Miami Beach, Florida, Estados Unidos             |
| 1964 | María Amelia Ramírez                                                                    |                            | Miami Beach, Florida, Estados Unidos             |
| 1965 |                                                                                         |                            | Miami Beach, Florida, Estados Unidos             |
| 1966 |                                                                                         |                            | Miami Beach, Florida, Estados Unidos             |
| 1967 |                                                                                         |                            | Miami Beach, Florida, Estados Unidos             |
| 1968 | Viviana Roldán                                                                          | Santa Fe                   | Miami Beach, Florida, Estados Unidos             |
| 1969 | Marcela Catanoso                                                                        | Río Gallegos               | Miami Beach, Florida, Estados Unidos             |
| 1970 | Beatriz Marta Gros                                                                      | Gran Buenos Aires          | Miami Beach, Florida, Estados Unidos             |
| 1971 |                                                                                         |                            | Miami Beach, Florida, Estados Unidos             |
| 1972 |                                                                                         | Gran Buenos Aires          | Dorado, Puerto Rico                              |
| 1973 | Susana Romero                                                                           | Gran Buenos Aires          | Atenas, Grecia                                   |
| 1974 | Silvia Pérez                                                                            |                            | Manila, Filipinas                                |
| 1975 | Rosa del Valle Santillán                                                                |                            | San Salvador, El Salvador                        |
| 1976 | Lilian De Asti (semif. Miss Universo 1976) y Adriana Salgueiro (semif. Miss Mundo 1976) |                            | Victoria, Hong Kong                              |
| 1977 |                                                                                         |                            | Santo Domingo, República Dominicana              |
| 1978 | Margarita Susana Hendrix                                                                |                            | Acapulco, Guerrero, México                       |
| 1979 |                                                                                         |                            | Perth, Australia                                 |
| 1980 | Silvia Piedrabuena                                                                      | Rosario                    | Argentina                                        |
| 1981 | Susana Mabel Reynoso                                                                    |                            | Ciudad de Nueva York, Nueva York, Estados Unidos |
| 1982 | María Alejandra Basile                                                                  |                            | Lima, Perú                                       |
| 1983 | María Daniela Carara                                                                    |                            | Saint Louis, Misuri, Estados Unidos              |
| 1984 | Leida Adar                                                                              |                            | Miami Beach, Florida, Estados Unidos             |
| 1985 | Yanina Castano                                                                          |                            | Miami Beach, Florida, Estados Unidos             |
| 1986 | María De Los Ángeles Fernández                                                          |                            | Panamá, Panamá                                   |
| 1987 | Carolina Brachetti                                                                      |                            | Singapur, Singapur                               |
| 1988 | Claudia Gabriela Peregra                                                                |                            | Taipéi, Taiwán, China                            |
| 1989 | Luisa Norbis                                                                            |                            | Cancún, Quintana Roo, México                     |
| 1990 | Paola De La Torre                                                                       |                            | Los Ángeles, California, Estados Unidos          |
| 1991 | Mónica Senra                                                                            | Salta                      | Las Vegas, Nevada, Estados Unidos                |
| 1992 | Adriana Almada                                                                          |                            | Bangkok, Tailandia                               |
| 1993 | Laura Almirón                                                                           |                            | Ciudad de México, México                         |
| 1994 | María José Sereín                                                                       |                            | Manila, Filipinas                                |
| 1995 | Analía Maldonado                                                                        |                            | Windhoek, Namibia                                |
| 1996 | Natalia Pettis                                                                          |                            | Las Vegas, Nevada, Estados Unidos                |
| 1997 | Mariela Marino                                                                          |                            | Miami Beach, Florida, Estados Unidos             |
| 1998 | Viviana Cartaginese                                                                     |                            | Honolulu, Hawái, Estados Unidos                  |
| 1999 | Yesica Moralejo                                                                         |                            | Chaguaramas, Trinidad y Tobago                   |
| 2000 | Grisel Hitoff                                                                           |                            | Nicosia, Chipre                                  |
| 2001 | Mariana Gioiosa                                                                         |                            | Bayamón, Puerto Rico                             |
| 2002 | Tamara Henriksen                                                                        |                            | San Juan, Puerto Rico                            |
| 2003 | Grisel Hitoff                                                                           |                            | Panamá, Panamá                                   |
| 2004 | Andrea Baldari                                                                          | Resistencia                | Buenos Aires, Argentina                          |
| 2005 |                                                                                         |                            | Bangkok, Tailandia                               |
| 2006 |                                                                                         |                            | Los Ángeles, California, Estados Unidos          |
| 2007 |                                                                                         |                            | Ciudad de México, México                         |
| 2008 |                                                                                         |                            | Nha Trang, Khanh Hoa, Vietnam                    |
| 2009 | Mariana Palleiro                                                                        | Capital Federal            | Buenos Aires, Argentina                          |
| 2010 | Macarena Francia                                                                        | Córdoba                    | Arequito, Santa Fe, Argentina                    |
| 2011 | Nadia Lozza                                                                             |                            | Haedo, Buenos Aires, Argentina                   |
| 2012 | Carolina Mónaco                                                                         |                            | Lujan, Buenos Aires, Argentina                   |
| 2013 | Carolina Yanuzzi                                                                        | Santiago del Estero        | Ramos Mejia, Buenos Aires, Argentina             |
| 2014 | Katherine Pezzali                                                                       | Luis Guillón, Buenos Aires | Ramos Mejia, Buenos Aires, Argentina             |
| 2018 | Ana Paula Brizuela                                                                      | La Rioja, Argentina        | Capital Federal, Argentina                       |